# Третичен икономически сектор
Третичният икономически сектор е съвкупността от отрасли и дейности с голямо социално значение. В него се извършват услуги, задоволяващи потребностите на хората. Третичният сектор се развива успоредно с нарастването на националното богатство и жизнения стандарт на населението. В България този сектор е със значителни териториални диспропорции. Все още за него не се отделят достатъчно капитали и материалната му база в повечето случаи е остаряла, качеството на услугите е незадоволително, а заплащането на труда е ниско.
Третичният сектор в националните стопанства на страните от ЕС се развива най-динамично. В него делът на заетите е до 65% от икономически активното население. С най-голямо значение са отраслите: транспорт, търговия, туризъм, образование, наука, комуникации и съобщения.